# St-Hippolyte (Poligny)

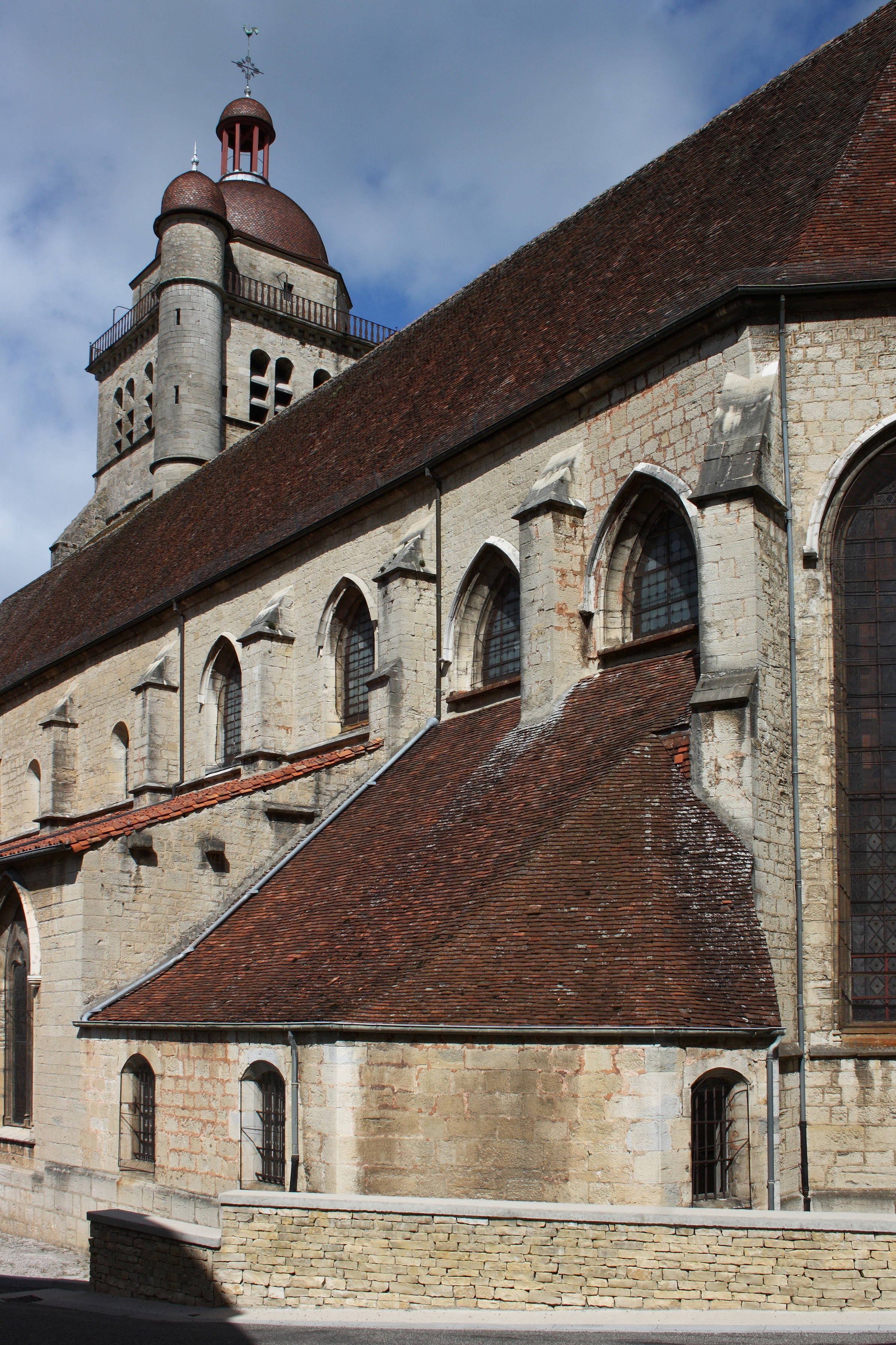
Kollegiatkirche Saint-Hippolyte

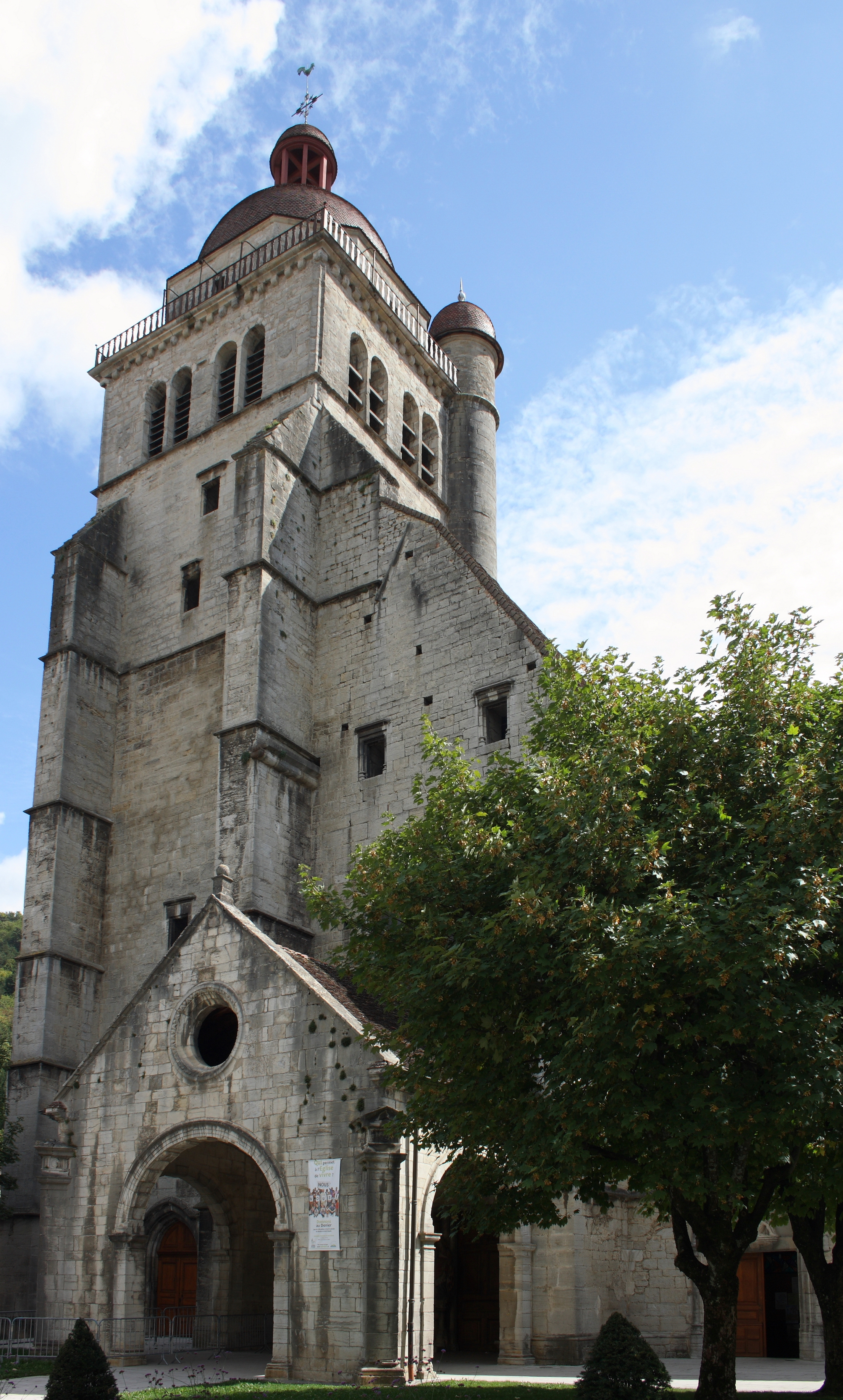
Glockenturm

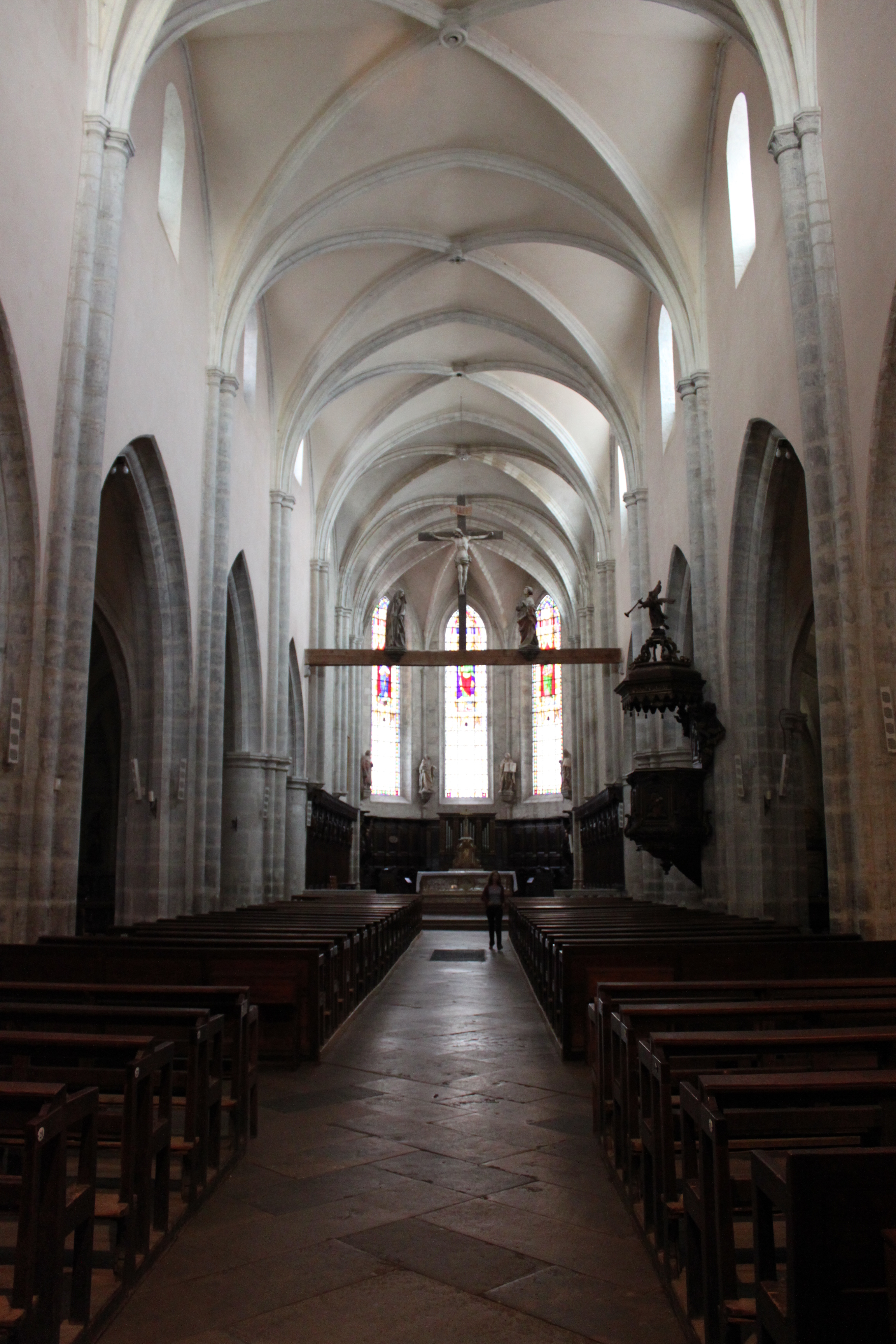
Innenraum mit Blick zum Chor

Die ehemalige Kollegiatkirche Saint-Hippolyte in Poligny, einer Gemeinde im Département Jura in der französischen Region Bourgogne-Franche-Comté, wurde im 15. Jahrhundert von Jean Chousat, dem Gouverneur des Finances der burgundischen Herzöge, errichtet. 1431 wurde die 1415 begonnene und dem heiligen Hippolyt von Rom geweihte Kirche von Papst Eugen IV. zur Kollegiatkirche erhoben. Seit 1911 steht die Kirche als Monument historique auf der Liste der Baudenkmäler (Base Mérimée) in Frankreich.

## Architektur

### Außenbau
An der Westfassade erhebt sich der mächtige, von weit vorstehenden Strebepfeilern verstärkte Glockenturm aus der Mitte des 15. Jahrhunderts. Er besaß ursprünglich einen Spitzhelm, der im 17. Jahrhundert während des Französisch-Spanischen Krieges (1635–1659) abbrannte und durch eine Kuppel ersetzt wurde. Im 17. Jahrhundert wurde vor das Hauptportal an der Westfassade ein Portalvorbau gesetzt. Auf dem von spitzbogigen Archivolten eingefassten Tympanon des Hauptportals ist ein Relief mit der Darstellung des Martyriums des heiligen Hippolyt erhalten. Vor dem Trumeaupfeiler steht auf einer Säule eine farbig gefasste Madonna mit Kind aus dem 15. Jahrhundert, die Juan de la Huerta zugeschrieben wird. Das Portal des südlichen Seitenschiffes ist im Stil der Flamboyantgotik mit Fialen und Krabben verziert und mit einer Kreuzblume bekrönt.

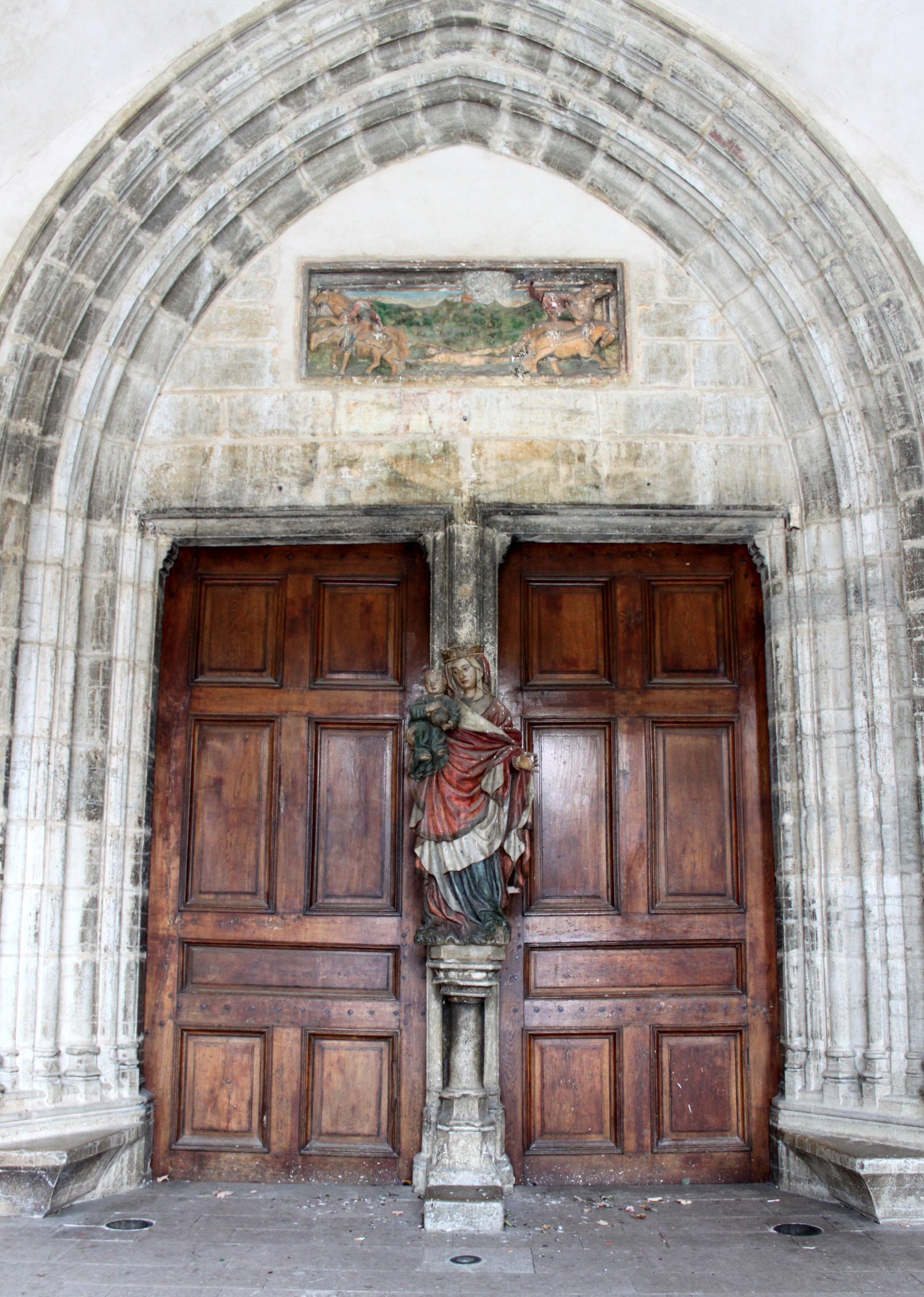
Hauptportal
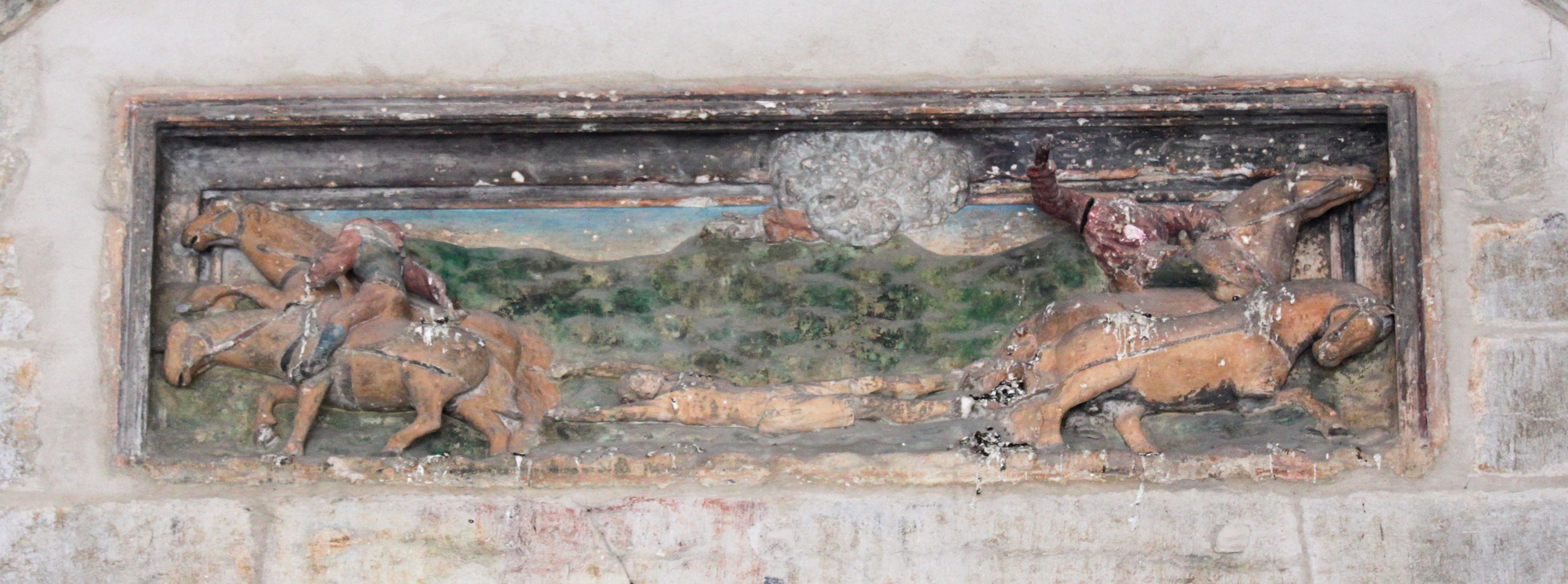
Relief mit dem Martyrium des heiligen Hippolyt
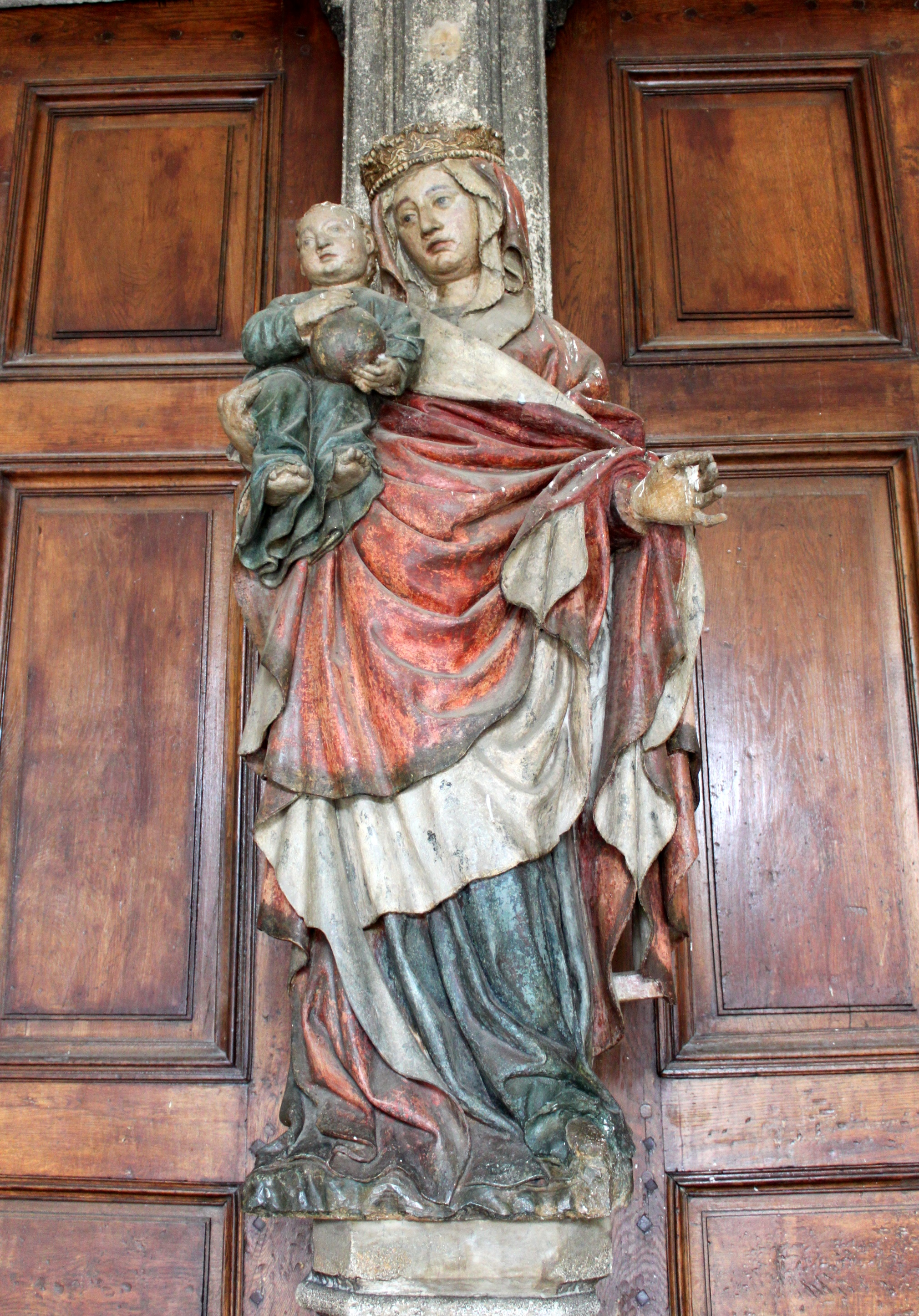
Madonna mit Kind am Hauptportal

### Innenraum
Der dreischiffige Langhaus ist in fünf Joche gegliedert und wird von Kreuzrippengewölben gedeckt. Hohe Spitzbogenarkaden, die auf mächtigen Pfeilern aufliegen, öffnen das Hauptschiff zu den Seitenschiffen. Der zweijochige Chor endet in einer polygonalen Apsis.

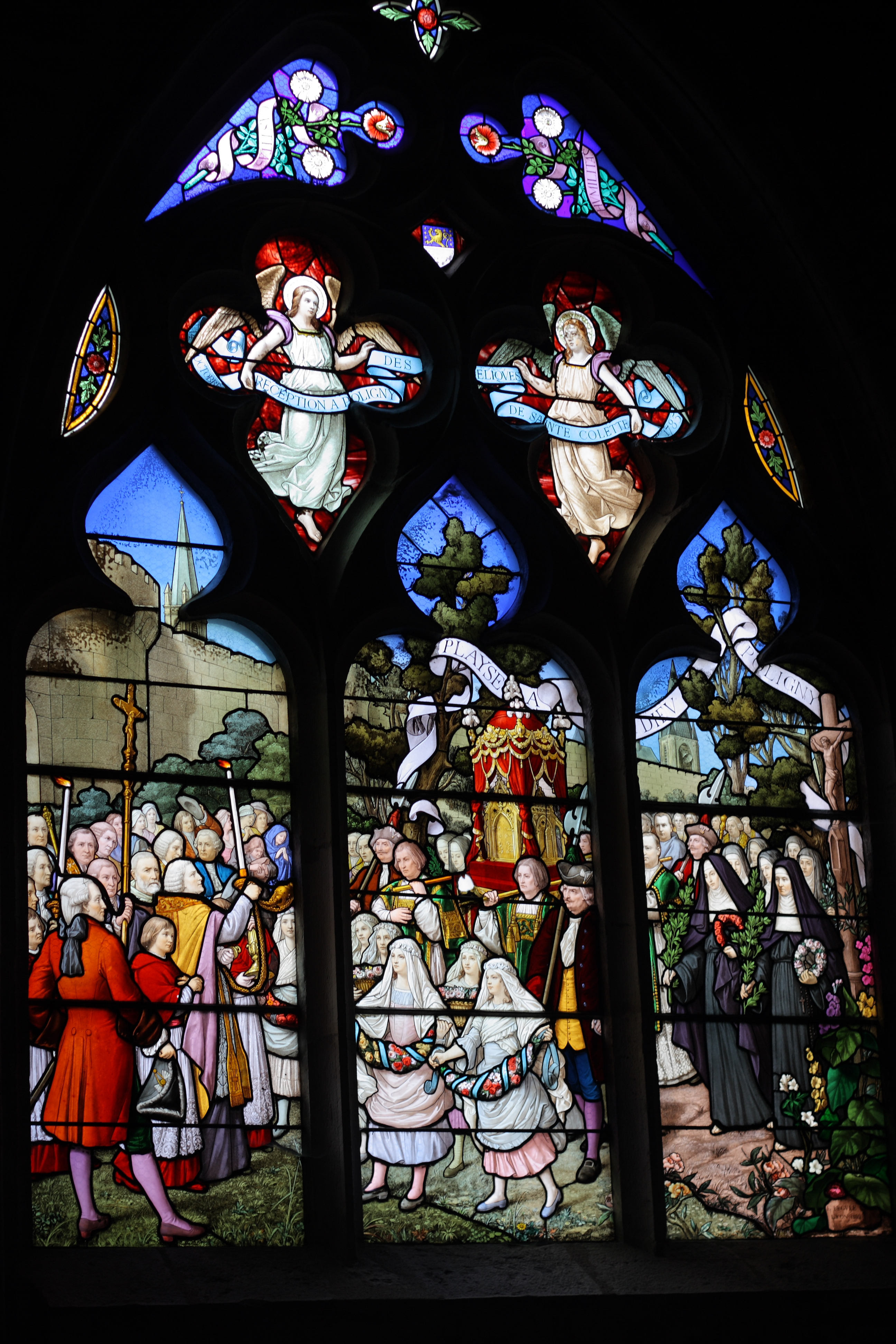
Bleiglasfenster mit Darstellung der Überführung der heiligen Colette nach Poligny

## Bleiglasfenster
Die Bleiglasfenster der Kirche wurden im 19. Jahrhundert geschaffen. Die ursprünglichen Fenster wurden 1638 während des Französisch-Spanischen Krieges zerstört.

## Ausstattung
- Die Kirche besitzt zahlreiche Skulpturen aus dem 15. Jahrhundert, die der burgundischen Kunstschule zugerechnet werden wie die Arbeiten von Claus de Werve und Juan de la Huerta.
- In einer Seitenkapelle befindet sich ein holzgeschnitzter Passionsaltar, der ebenfalls aus dem 15. Jahrhundert stammt.
- Aus dieser Zeit ist auch das Triumphkreuz über dem Zugang zum Chor, ursprünglich eine Kreuzigungsgruppe, erhalten.
- Die Bleiglasfenster der Kirche wurden im 19. Jahrhundert geschaffen. Die ursprünglichen Fenster wurden 1638 während des Französisch-Spanischen Krieges zerstört.
- Zwei Skulpturen aus Alabaster, eine Darstellung der heiligen Anna, die Maria im Lesen unterweist, und eine Madonna mit Kind, werden ins 16. Jahrhundert datiert und einer Werkstatt von Brou zugeschrieben.

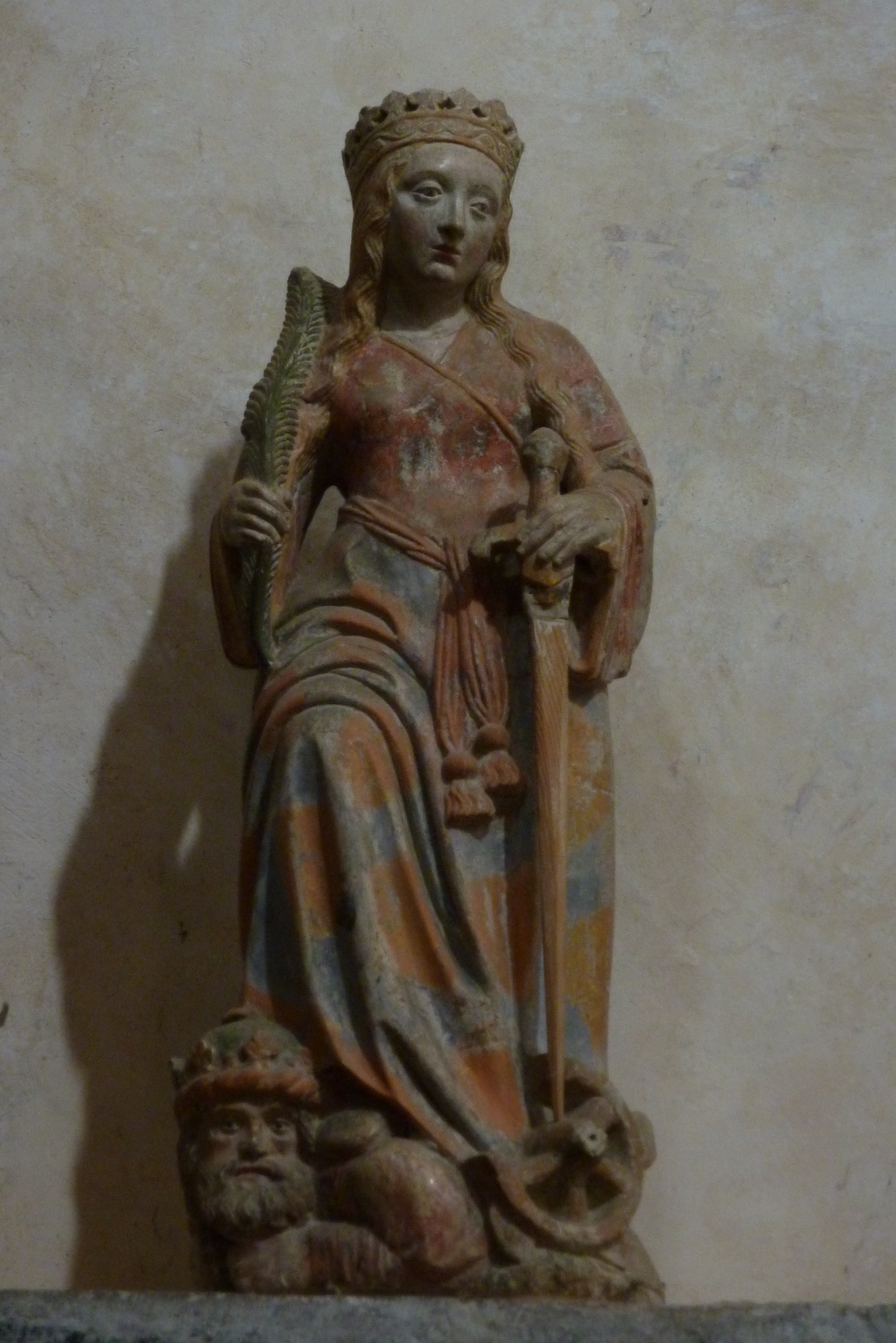
Heilige Katharina, 15. Jahrhundert
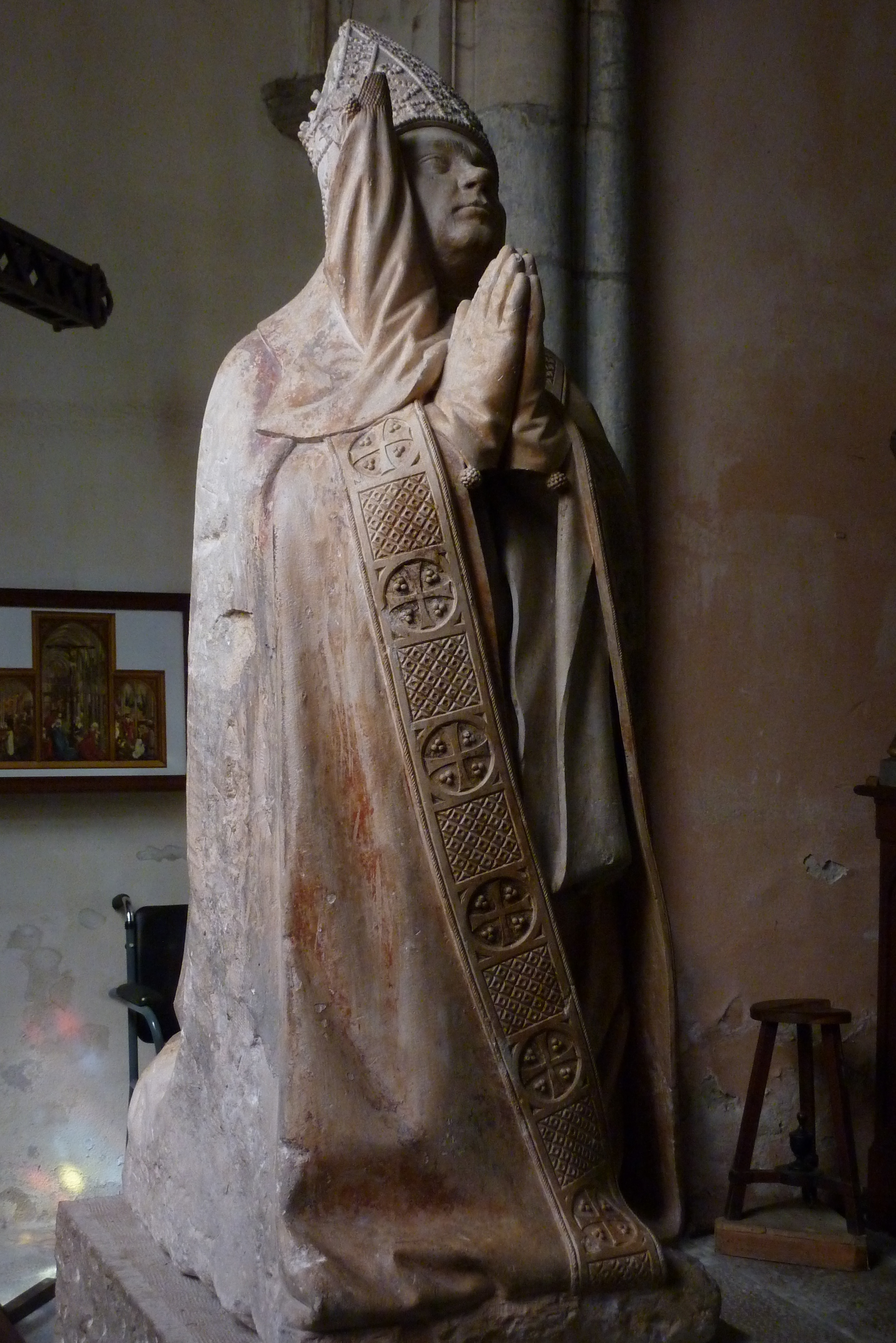
Jean Chevrot, Bischof von Tournai, 15. Jahrhundert
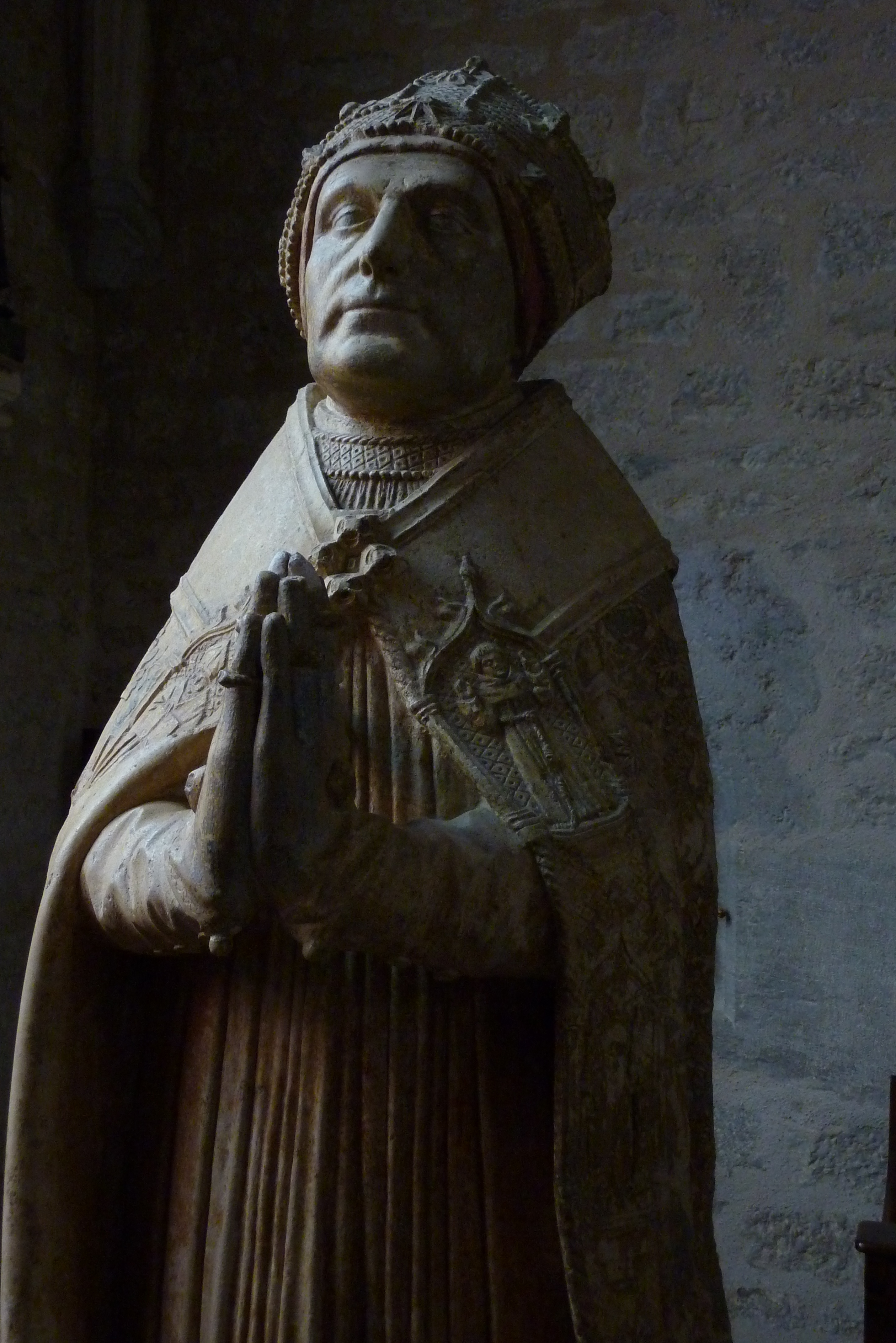
Pierre Versey, Bischof von Amiens, 15. Jahrhundert
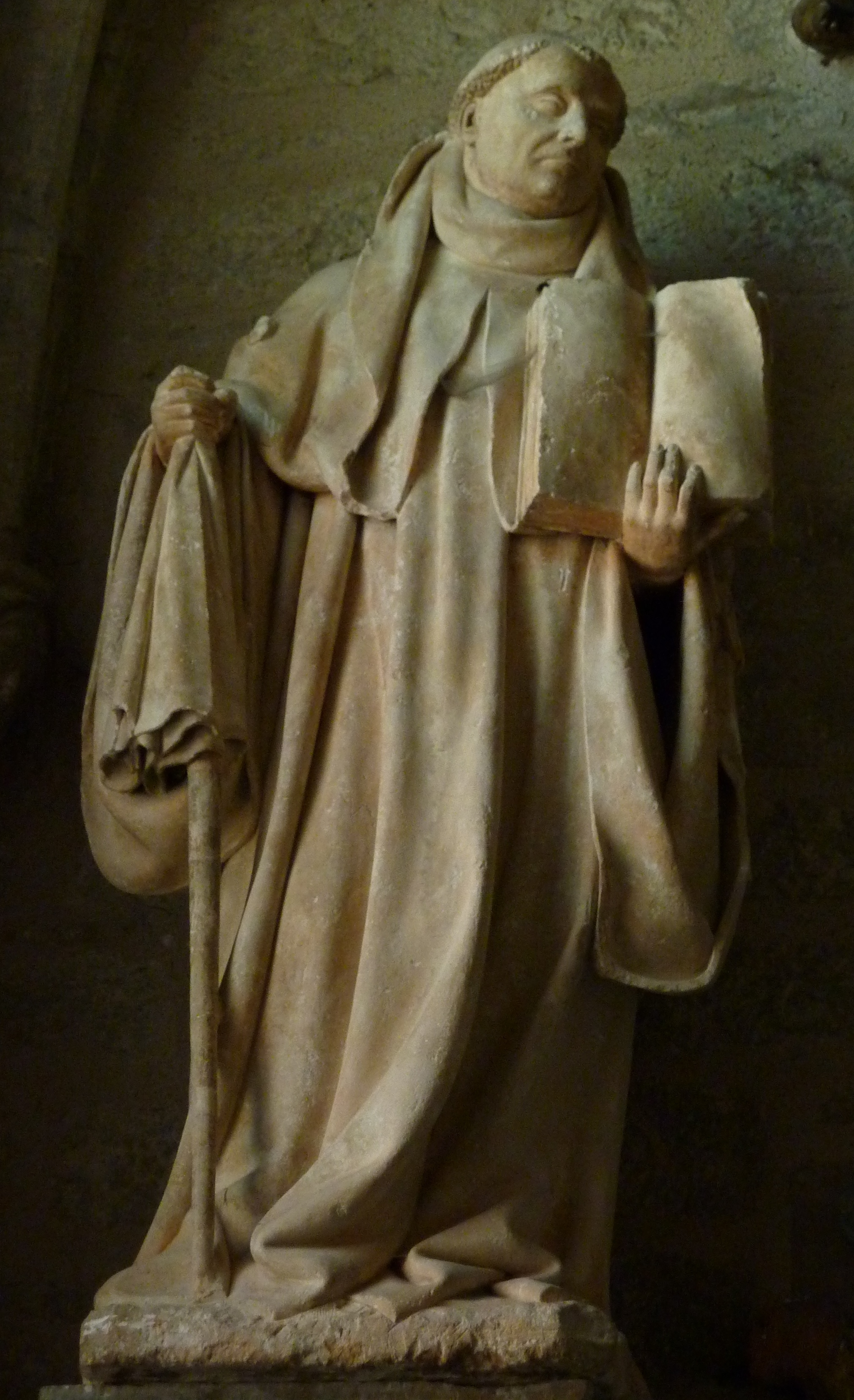
Heiliger Leonhard, 15. Jahrhundert

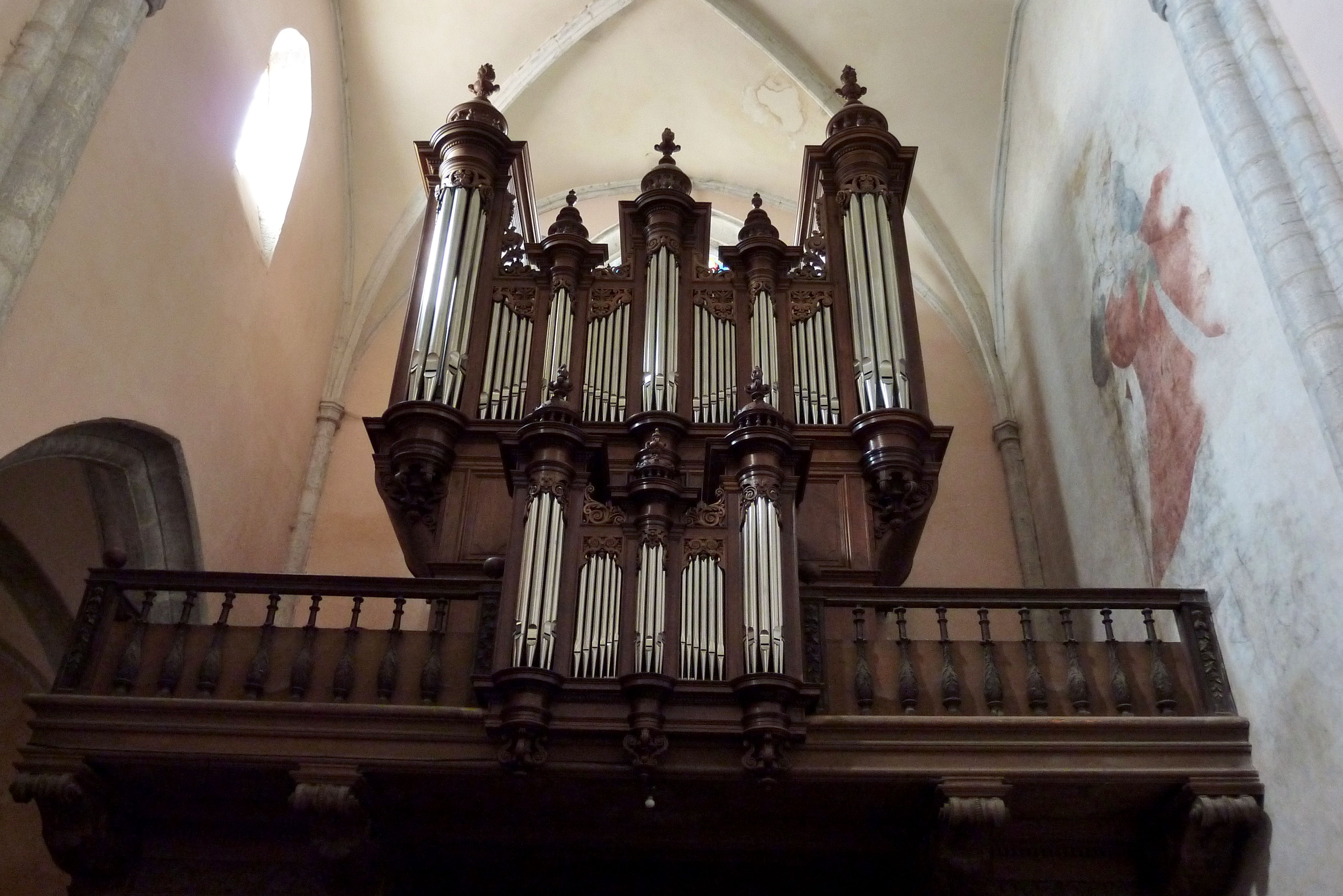
Hauptorgel

## Hauptorgel
Die große Orgel wurde im Jahre 1859 von dem Orgelbauer Aristide Cavaillé-Coll erbaut. Das Orgelwerk wurde in das bereits vorhandene Orgelgehäuse eingefügt, das aus dem 17. Jahrhundert stammt und vermutlich von Jean de Joyeuse geschaffen wurde. Es stand bis dahin in der Kathedrale Saint-Michel in Carcassonne. Bei dem Gehäuse handelt es sich um eine exakte Kopie des Orgelgehäuses der Kathedrale Sainte-Marie in Auch. Das Instrument hat 26 Register auf zwei Manualen und Pedal. Die Spiel- und Registertrakturen sind mechanisch.
| I Grand Orgue C–f3 |                       |        |
| 01.                | Bourdon               | 16′    |
| 02.                | Montre                | 08′    |
| 03.                | Bourdon               | 08′    |
| 04.                | Flûte harmonique      | 08′    |
| 05.                | Salicional            | 08′    |
| 06.                | Prestant              | 04′    |
| 07.                | Octave                | 04′    |
| 08.                | Quinte                | 02 ⁄3′ |
| 09.                | Doublette             | 02′    |
| 10.                | Plein jeu harm. II-IV |        |
| 11.                | Trompete              | 08′    |
| 12.                | Clairon               | 04′    |

| II Positif-Récit expressif C–f3 |                  |    |
| 13.                             | Montre           | 8′ |
| 14.                             | Bourdon          | 8′ |
| 15.                             | Viole de gambe   | 8′ |
| 16.                             | Voix céleste     | 8′ |
| 17.                             | Flûte octaviante | 4′ |
| 18.                             | Viole d’amour    | 4′ |
| 19.                             | Octavin          | 2′ |
| 20.                             | Trompette        | 8′ |
| 21.                             | Basson/Hautbois  | 8′ |
| 22.                             | Voix humaine     | 8′ |
|                                 | Tremolo          |    |

| Pédale C–d1 |           |     |
| 23.         | Flûte     | 16′ |
| 24.         | Flûte     | 08′ |
| 25.         | Bombarde  | 16′ |
| 26.         | Trompette | 08′ |

- Koppeln: I/I (Suboktavkoppel), II/I, I/P, II/P

## Chororgel
Die Chororgel wurde von Aristide Cavaillé-Coll im Jahre 1867 erbaut. Zu Beginn des 20. Jahrhunderts ersetzte der Orgelbauer Louis Georgel (Eurville) zwei Register, u. a. eine Trompette 8' durch einen Bourdon 16; eine weitere Änderung wurde 1971 rückgängig gemacht. Das Instrument hat heute zehn Register, darunter ein transmittiertes Register auf einem Manualwerk.
| Manual expressif C–f3 |                  |     |
| 1.                    | Bourdon          | 16′ |
| 2.                    | Montre           | 8′  |
| 4.                    | Flûte harmonique | 8′  |
| 5.                    | Bourdon          | 8′  |

| (Fortsetzung) |           |       |
| 6.            | Prestant  | 4′    |
| 7.            | Doublette | 2′    |
| 8.            | Larigot   | 1 ⁄3′ |
| 9.            | Hautbois  | 8′    |

| Pédale C–g0 |                   |     |
| 10.         | Bourdon (= Nr. 1) | 16′ |